# Mieczysław
Mieczysławⓘ – dwuczłonowe imię męskie, które powstało najprawdopodobniej w wyniku błędnego odczytania słowiańskiego imienia złożonego Miecisław (którego najstarszy zapis pochodzi z 1257). 
Żeński odpowiednik: Mieczysława
Jan Długosz próbował wyprowadzić imię księcia Mieszka I od formy „Miećsław” (Myeczslav), co miało oznaczać: „mający posiadać sławę”. Formę „Mieczysław” (Miecislao) zaproponował w XVI wieku Marcin Kromer i podał wyjaśnienie: „ten, co sobie mieczem sławę zdobędzie”. Forma Kromera zyskała popularność (w XIX wieku Mieszka I nazywano w literaturze Mieczysławem) i stała się chętnie nadawanym w XX wieku imieniem. 
Patronem tego imienia jest bł. Mieczysław Bohatkiewicz, jeden ze 108 błogosławionych męczenników II wojny światowej.
Mieczysław imieniny obchodzi:
- 1 stycznia – data wynikająca z wcześniejszej tradycji
- 12 czerwca – jako wspomnienie bł. Mieczysława Bohatkiewicza

## Znane osoby noszące imię Mieczysław
- Mieczysław Asłanowicz
- Mieczysław Aszkiełowicz
- Mieczysław Bieniek – generał WP
- Mieczysław Bień – generał brygady Wojska Polskiego, profesor
- Mieczysław Bień – samorządowiec, prezydent Tarnowa
- Mieczysław Biernacki
- bł. Mieczysław Bohatkiewicz
- Mieczysław Bukowiecki
- Mieczysław Cena
- Mieczysław Chłapowski
- Mieczysław Czechowicz
- Mieczysław Dąbkowski
- Mieczysław Dębicki
- Mieczysław Fogg – piosenkarz
- Mieczysław Frenkiel
- Mieczysław Jerzy Gamski
- Mieczysław Gajda
- Mieczysław Gębarowicz
- Mieczysław Golba
- Mieczysław Grudzień
- Mieczysław Grydzewski
- Mieczysław Halka-Ledóchowski – kardynał
- Mieczysław Horszowski
- Mieczysław Hryniewicz
- Mieczysław Jagielski
- Mieczysław Janowski
- Mieczysław Jastrun
- Mieczysław Jaworski
- Mieczysław Jurecki
- Mieczysław Kalenik
- Mieczysław Karłowicz
- Mieczysław Kasprzak – poseł II, IV i V kadencji
- Mieczysław Kasprzak – starosta legnicki
- Mieczysław Klimaszewski
- Mieczysław Kotlarczyk
- Mieczysław Krawicz
- Mieczysław Albert Krąpiec
- Mieczysław Leitgeber
- Mieczysław Lepecki
- Mieczysław Lesz
- Mieczysław Łazarski
- Mieczysław Łubiński
- Mieczysław Łuczak – polityk
- Mieczysław Maciejowski
- Mieczysław Michałowicz
- Mieczysław Moczar
- Mieczysław Mokrzycki
- Mieczysław Morański
- Mieczysław Najdorf
- Mieczysław Niedziałkowski – polityk
- Mieczysław Orłowicz
- Mieczysław Pawlikowski
- Mieczysław Piotrowski
- Mieczysław Politowski
- Mieczysław Pruszyński
- Mieczysław Rakowski
- Mieczysław Rawicz-Mysłowski
- Mieczysław Rembiasz
- Mieczysław Romanowski
- Mieczysław Róg-Świostek
- Mieczysław Skorupiński
- Mieczysław Smorawiński
- Mieczysław Srokowski
- Mieczysław Stoor
- Mieczysław Szcześniak
- Mieczysław Szlezer
- Mieczysław Voit – aktor
- Mieczysław Wachowski
- Mieczysław Walkiewicz
- Mieczysław Wilczek – przedsiębiorca, twórca ustawy o wolności gospodarczej
- Mieczysław Wilczkiewicz
- Mieczysław Windakiewicz
- Mieczysław Wiśniewski
- Mieczysław Antonio Sędzimir Halik – podróżnik